# Le Jour où le cochon est tombé dans le puits
Pour plus de détails, voir Fiche technique et Distribution.
Le Jour où le cochon est tombé dans le puits (hangeul : 돼지가 우물에 빠진 날 ; RR : Daijiga umule pajinnal) est un film dramatique sud-coréen écrit et réalisé par Hong Sang-soo, sorti en 1996.

## Synopsis
Hyo-Seop est un écrivain fauché qui a des difficultés à être édité, et qui semble avoir de plus en plus de mal à se contrôler. Il entretient une relation amoureuse stable mais clandestine avec Bo-Gyung, une femme mariée. Deux ans auparavant, chez un éditeur, il a fait la connaissance de Min-Jae, qui y était correctrice. Elle occupe aujourd'hui divers petits emplois et est toujours amoureuse de lui. Il ne l'aime pas, mais accepte parfois qu'elle lui prête de l'argent. 
Elle a dans son entourage un prétendant qui ne s'est pas encore dévoilé mais pourrait s'avérer dangereux s'il était éconduit. Le mari de Bo-Gyung a un travail visiblement rémunérateur de représentant et souffre de troubles compulsifs : à la moindre souillure il faut qu'il se lave frénétiquement. Un jour, alors qu'il est en déplacement et perturbé, il couche avec une prostituée, mais le préservatif utilisé se déchire. 
Sans en informer sa femme, il va faire des tests de dépistage.

## Fiche technique
- Titre : Le Jour où le cochon est tombé dans le puits
- Titre original : 돼지가 우물에 빠진 날 (Daijiga umule pajinnal)
- Titre anglais : The Day a Pig Fell Into the Well
- Réalisation : Hong Sang-soo
- Scénario : Hong Sang-soo, Jeong Dae-seong, Kim Al-ah, Seo Sin-hye et Yeo Hye-yeong, d'après le roman de Koo Hyo-seo[1]
- Décors : Cho Young-sam
- Costumes :  Gwon Jeong-hyeon
- Photographie : Cho Dong-kwan
- Montage : Park Gok-ji
- Musique : Ok Kil-sung
- Production : Lee Woo-suk
- Société de production : Dong-A Export Co
- Société de distribution : [Laquelle ?]
- Pays d'origine : Corée du Sud
- Langue originale : coréen
- Format : couleur - 1.66 : 1 - Dolby Digital - 35 mm
- Genre : drame
- Durée : 115 minutes
- Dates de sortie :
  -  Corée du Sud : 4 mai 1996
  -  France : 26 février 2003

## Distribution
- Kim Eui-sung : Hyo-seop
- Park Jin-seong : Dong-woo
- Jo Eun-sook : Min-jae
- Lee Eung-kyeong : Bo-kyeong
- Son Min-seok : Yang Min-soo
- Jeon Hae-ryong : In-chang
- Bang Eun-hee : la femme de In-chang
- Park Kyeong-ho : l'écrivain
- Song Kang-ho : Dong-seok

## Production
Hong Sang-soo écrit le scénario en s'inspirant du roman coréen de Koo Hyo-seo et lui donne un titre Le Jour où le cochon est tombé dans le puits qui vient de celui d'une nouvelle américaine de John Cheever (The Day A pig fell into the Well, 1954) : « Je ne savais rien de cet écrivain, je n’avais pas lu la nouvelle. Je mémorise certaines choses qui m’intriguent et je fais abstraction du reste. Dans mes films, j’utilise des mots, des phrases, des situations tirées de la vie courante. Je m’amusais à imaginer quelqu’un à la campagne, en train de crier : « Le cochon est tombé dans le puits ! ». Les gens se réunissent autour de ce puits, le cochon est en train de se noyer. Ensuite, les gens rentrent chez eux, et le puits reste silencieux, avec le cochon à l’intérieur », raconte-t-il dans un entretien.

## Distinctions

### Récompenses
- Festival international du film de Vancouver 1996 : Meilleur réalisateur (Hong Sang-soo)
- Festival international du film de Rotterdam 1997 : Meilleur film (Hong Sang-soo)
- Asia-Pacific Film Festival 1997 : Meilleur nouveau réalisateur (Hong Sang-soo)